# ロトアヘアアマナキ大洋
ロトアヘア アマナキ大洋（ロトアヘア アマナキたいよう、Lotoahea Amanaki Taiyo、1990年4月14日 - ）は、ラグビーユニオン選手。ジャパンラグビーリーグワンのNECグリーンロケッツ東葛に所属している。

## プロフィール
- 兄のポヒヴァ大和もラグビー選手[1]。
- 旧名「アマナキ・ロトアヘア」[2]。

## 略歴
トンガ出身。トンガのトゥポウカレッジ（高校）を経て、花園大学卒。
2014年、リコーブラックラムズ(現・リコーブラックラムズ東京)に加入。同年10月19日に行われたジャパンラグビートップリーグ第7節のトヨタ自動車ヴェルブリッツ戦に途中出場で公式戦初出場を果たす。
2015年、7人制日本代表に選ばれた。
2015年12月にスーパーラグビーの日本チームサンウルブズの2016年スコッドに入った が、負傷のためシーズン開幕前に辞退している。
2016年11月5日に行われたリポビタンDチャレンジカップ2016アルゼンチン戦にて先発出場で日本代表初キャップを獲得した。
2025年5月、リコーブラックラムズ東京を退団。
2025年7月、NECグリーンロケッツ東葛に加入。